# 华南吴萸
华南吴萸（学名：Tetradium austrosinense）为芸香科吴茱萸属的植物。分布在中国大陆的云南、广西、广东等地，生长于海拔200米至1,800米的地区，常生长在山地疏林以及沟谷中，目前尚未由人工引种栽培。

## 别名
枪椿（广西），大树椒（云南）

## 异名
- Euodia austrosinensis Hand.-Mazz.